# Équipe Palmyr
L'Équipe Palmyr est une société française fondée en 1987 qui participe depuis sa création au championnat de France de Formule Ford. Elle possède aussi une activité de découverte du pilotage et se trouve basée sur le circuit de Lédenon près de Nîmes.

## Historique en compétition
Voici la liste des différentes participations de l'écurie en compétition :
- Championnat d'Europe d'endurance Prototype 2 L VdeV depuis 2009
- Championnat de France de Formule Ford de 1987 à 2005
- Championnat de France de Formule Renault de 1989 à 1990 et de 2007 à 2008
- Championnat de France de Formule 3 de 1994 à 1995
- FIA Sportscar en 2003 avec les pilotes suisses Christophe Ricard et Philippe Favre
- Le Mans Endurance Series en 2004 et 2005 avec les pilotes avec les pilotes Christophe Ricard, Philippe Favre et Grégory Fargier
- Trophée des Dunes sur le circuit de Zandvoort en 2005
- Challenge Sprint Proto depuis 2006
- Coupe de France Caterham Sprint depuis 2007
- Trophée Formule Ford Kent depuis 2007[1]
- Formule Zetec depuis 2009

## Palmarès
- Quatre fois Champion de France de Formule Ford avec Grégory Fargier en 2001, David Zollinger en 2003 et 2005, Benoît Perret en 2004 ;
- Vainqueur du Challenge Monoplace VdeV en 2010 avec Philippe Haezebrouck ;
- Triple Champion d'Europe en Endurance Proto 2 L VdeV avec l'équipage David Zollinger et Philippe Mondolot en 2009, 2010 et 2011.